# The Hope (film)
The Hope er en amerikansk stumfilm fra 1920 af Herbert Blache.

## Medvirkende
- Jack Mulhall som Harold
- Marguerite De La Motte som Lady Brenda Carylon
- Ruth Stonehouse som Olive Waltburn
- Frank Elliott som Hector Grant
- Lillian Langdon
- Mayme Kelso
- Arthur Clayton som Jamison
- J.P. Morse
- Bobbie Mack som Lyddon
- Herbert Grimwood som Michael